# Kaple svatého Josefa (Zákupy)
Kaple svatého Josefa je církevní stavba barokního slohu v Zákupech, na úpatí Kamenického kopce, postavená zde v roce 1698. Patřila státu do roku 2005. Byla mnoho let prázdná, pro církevní potřeby nepoužívaná, a její stav byl do roku 2015 zanedbaný. Mezi lety 2015 a 2018 prošla náročnou renovací financovanou ze soukromých zdrojů. V roce 2018 byla prohlášena kulturní památkou.

## Historie

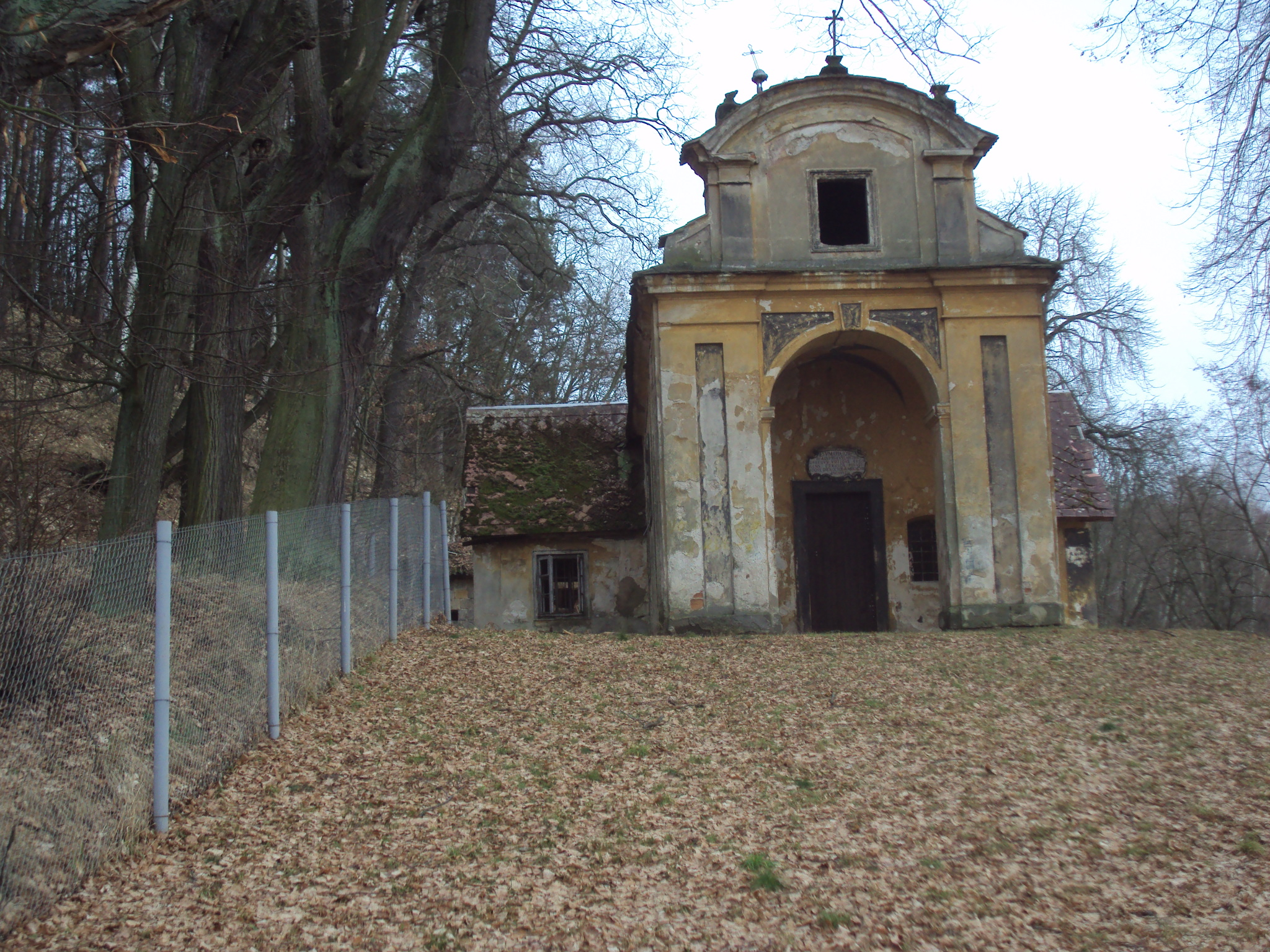
Kaple, zima 2012/2013

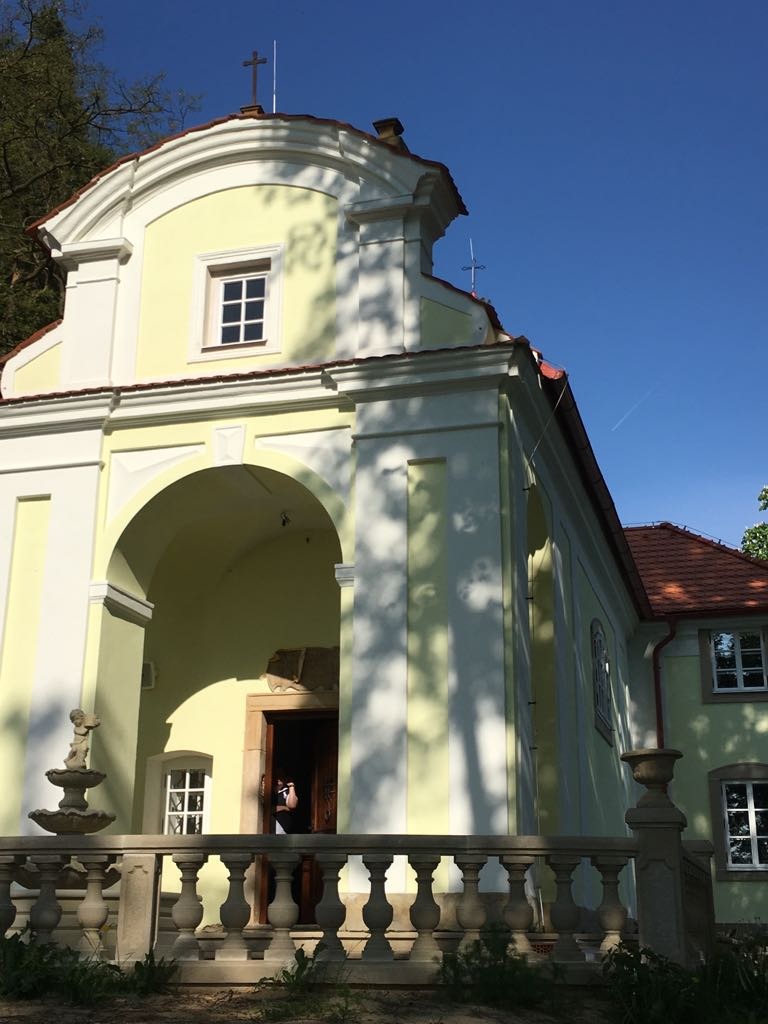
Kaple, květen 2018

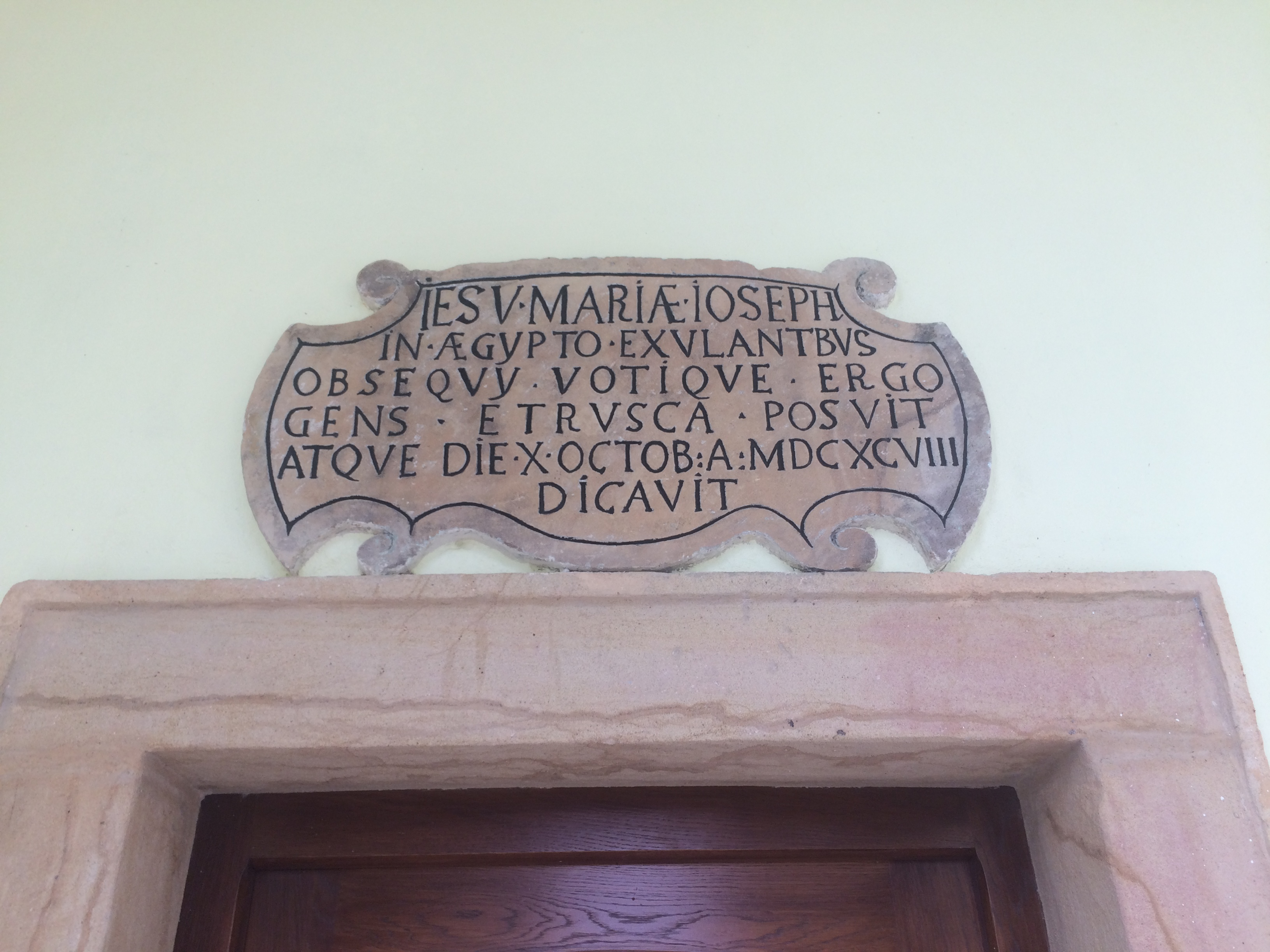
Detail kaple, květen 2018

Na sklonku 17. století vlastnila panství Zákupy kněžna Anna Marie Františka, princezna Sasko-Lauenburská, hraběnka z Neuburgu a Gian Gastone de' Medici, nejmladší člen rodu Medici z Florencie. Jejich soužití v Zákupech trvalo jen pár let a poté se vévoda odstěhoval do Paříže a nakonec do Prahy. Kněžna zatím žila na Zákupskem zámku celkem 52 let, byla velice zbožná a během svého života nechala postavit na svém panství celou řadu kaplí, kostelů a dalších nejen církevních staveb.
Kaple svatého Josefa byla postavena v roce 1698 italskými členy dvora Giana Gastoneho de' Medici. Je postavena zhruba v polovině Kamenického vrchu, na kolmici k zákupskému zámku a v zalomené linii s klášterem kapucínů, který založil vévodkyň otec.
Linie kaple, kláštera a zámku vyzdvihovala vztah mezi zámkem a kapucínskym klášterem. Kaple byla postavena na patě výšiny s kalvárií, kde postupně vznikala náročná barokní kompozice sestavající z vlastní kaple, křížové cesty a několika dalších kapliček na návrší bezporostředně nad kaplí, a později i hostincem. Princip barokní osy funguje i v opačném směru, kdy se od kaple otevíral působivý pohled přes objekt kláštera až k zámku.
Na návrší nad kaplí jsou dochovány zbytky tří symetricky komponovaných kapliček viditelných ze silnice, několika kamenných schodišť, a dalších drobnějších objektů.
V roce 1727 byla za kaplí postavena poustevna (podle výzkumu Macka a Zahradnika). Ta pravděpodobně sestávala z přístavku, který byl postaven přímo za apsidou kaple (který se nedochoval), sklepa, jeskyně a malého kamenného chlívku s jednou místností. Poustevna fungovala až do roku 1782. Poustevny byly zrušeny císařem Josefem II. V roce 1834 byla funkce kaple zrušena a vlastníkem stavby se stal Rakouský stát. K další přestavbě došlo v roce 1848, kdy byla zbourána část poustevny za absidou kaple a postaven nový přístavek ve tvaru T. Jeho nové zdi částečně blokovaly vstup do sklepa, což naznačuje, že se jedna o stavbu mladší než poustevna z roku 1727. Na celý komplex byĺ v roce 1848 instalován nový krov a střecha. Toto vyplývá z nového výzkumu provedeného během renovace v roce 2015–2018. Nový přístavek byl na pohlednicich z konce 19. století nazýván „Jägerhaus“. Pravděpodobně v 19. století nebo začátkem 20. století byl za kapli postaven hostinec nazývaný „Schützenhaus“. Hostinec a kalvárie byly zničeny v době komunismu. Mobiliář kaple byl vykraden komunistickou milicí v 50. letech 20. století a odvezen neznámo kam.
Zchátralá kaple byla v roce 2005 prodána soukromému majiteli i s přilehlým pozemkem a malými stavbami za kaplí. Mezi lety 2015–2018 prošla rozsáhlou rekonstrukcí na obytnou stavbu.

## Poloha
Kaple je na Kamenickém kopci, patřícím geomorfologicky do Cvikovské pahorkatiny, která je součástí Zákupské pahorkatiny. Nadmořské výška kaple je 327 metrů. Je v na horním konci ulice Kamenický vrch, na katastru Zákupy 790 567.

## Přístup
Areál kaple je soukromým majetkem a běžně není veřejné přístupný. Nicméně návštěvu je možné zařídit kontaktováním starosty města Zákup.
Kolem kaple vedou ze středu města jedna z větví naučné stezky Zákupy a modrá značená trasa KČT.